# Wipe the Windows, Check the Oil, Dollar Gas
Wipe the Windows, Check the Oil, Dollar Gas es un álbum en vivo de la banda de rock estadounidense The Allman Brothers Band, publicado en 1976 por Capricorn Records. El álbum recoge material de algunas presentaciones hechas por la banda a mediados de la década de 1970. El disco incluye en su mayoría canciones del exitoso álbum de 1973 Brothers and Sisters, aunque cada álbum de estudio publicado hasta esa fecha tuvo al menos una canción incluida en el disco.

## Lista de canciones

### Lado Uno
1. Introduction by Bill Graham – 1:05
2. "Wasted Words" (Gregg Allman) – 5:10
3. "Southbound" (Dickey Betts) – 6:03
4. "Ramblin' Man" (Dickey Betts) – 7:09

### Lado Dos
1. "In Memory of Elizabeth Reed" (Dickey Betts) – 17:19

### Lado Tres
1. "Ain't Wastin' Time No More" (Gregg Allman) – 5:41
2. "Come and Go Blues" (Gregg Allman) – 5:05
3. "Can't Lose What You Never Had" (Muddy Waters) – 6:43

### Lado Cuatro
1. "Don't Want You No More" (Spencer Davis, Edward Hardin) – 2:48
2. "It's Not My Cross to Bear" (Gregg Allman) – 5:23
3. "Jessica" (Dickey Betts) – 9:05

## Créditos
- Gregg Allman — voz, órgano, guitarra
- Richard Betts — guitarras, voz
- Chuck Leavell — piano, coros
- Lamar Williams — bajo
- Jaimoe — batería, percusión
- Butch Trucks — batería, percusión